# Kiwix
Kiwix és un navegador web fora de línia de programari lliure creat per Emmanuel Engelhart i Renaud Gaudin en 2007. En un principi va ser llançat per permetre l'accés fora de línia de la Viquipèdia, però des de llavors s'ha ampliat per incloure altres projectes de la Fundació Wikimedia així com texts en domini públic com el Projecte Gutenberg, i altres portals web basats en el codi MediaWiki.
El programa està disponible per a diversos sistemes operatius com Windows, Mac OSX, Linux i Android.

## Història

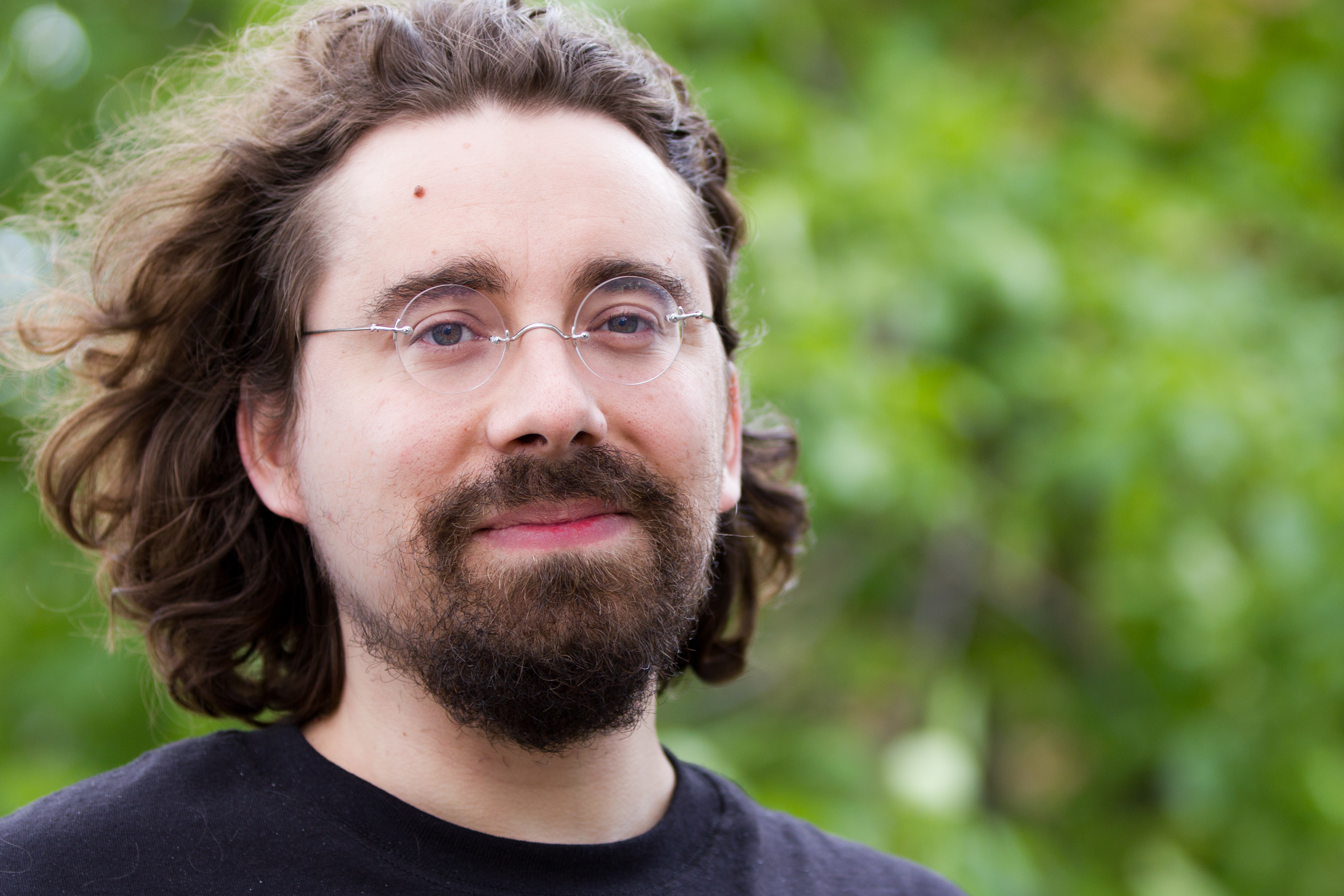
Emmanuel Engelhart, un creador de Kiwix
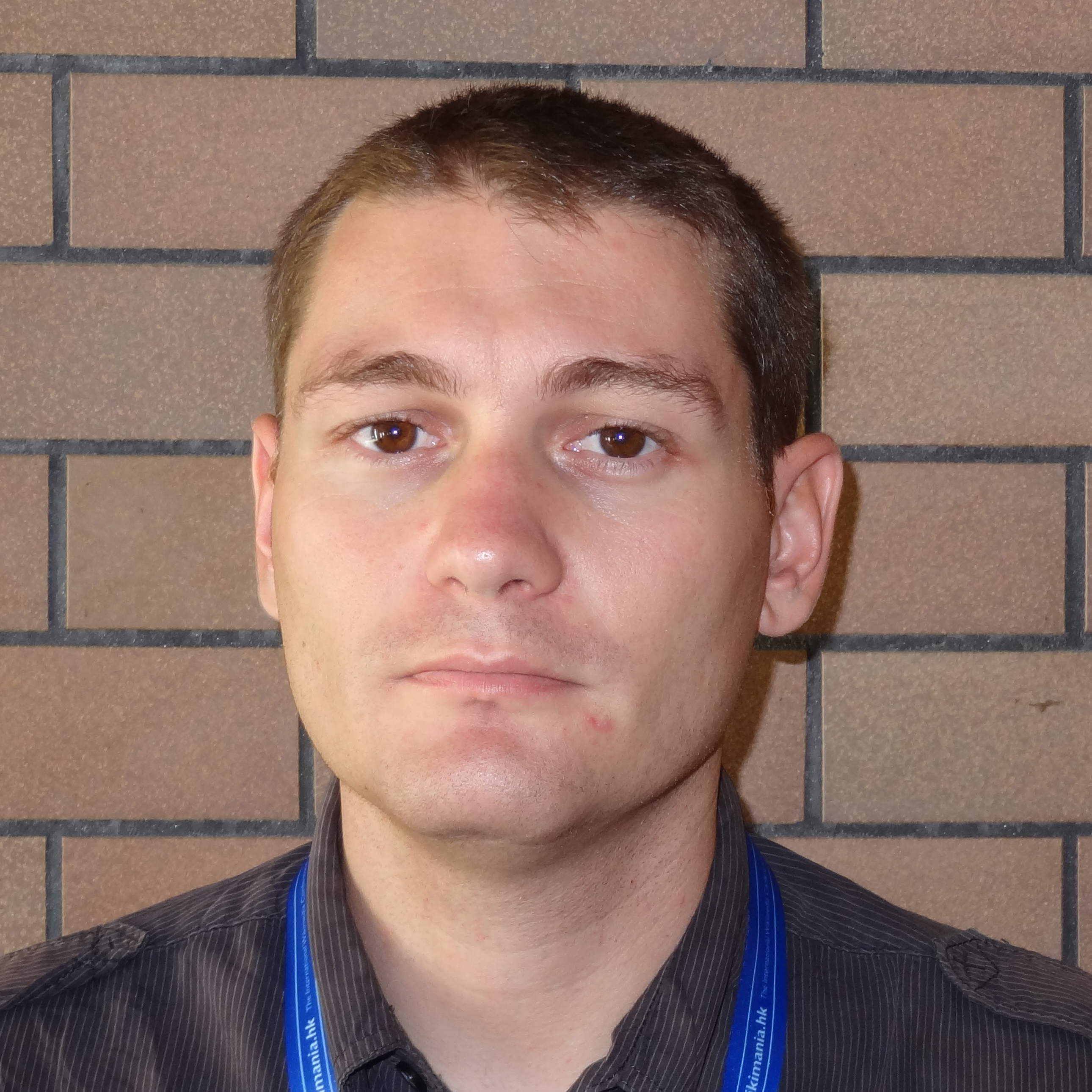
Renaud Gaudin, un creador de Kiwix
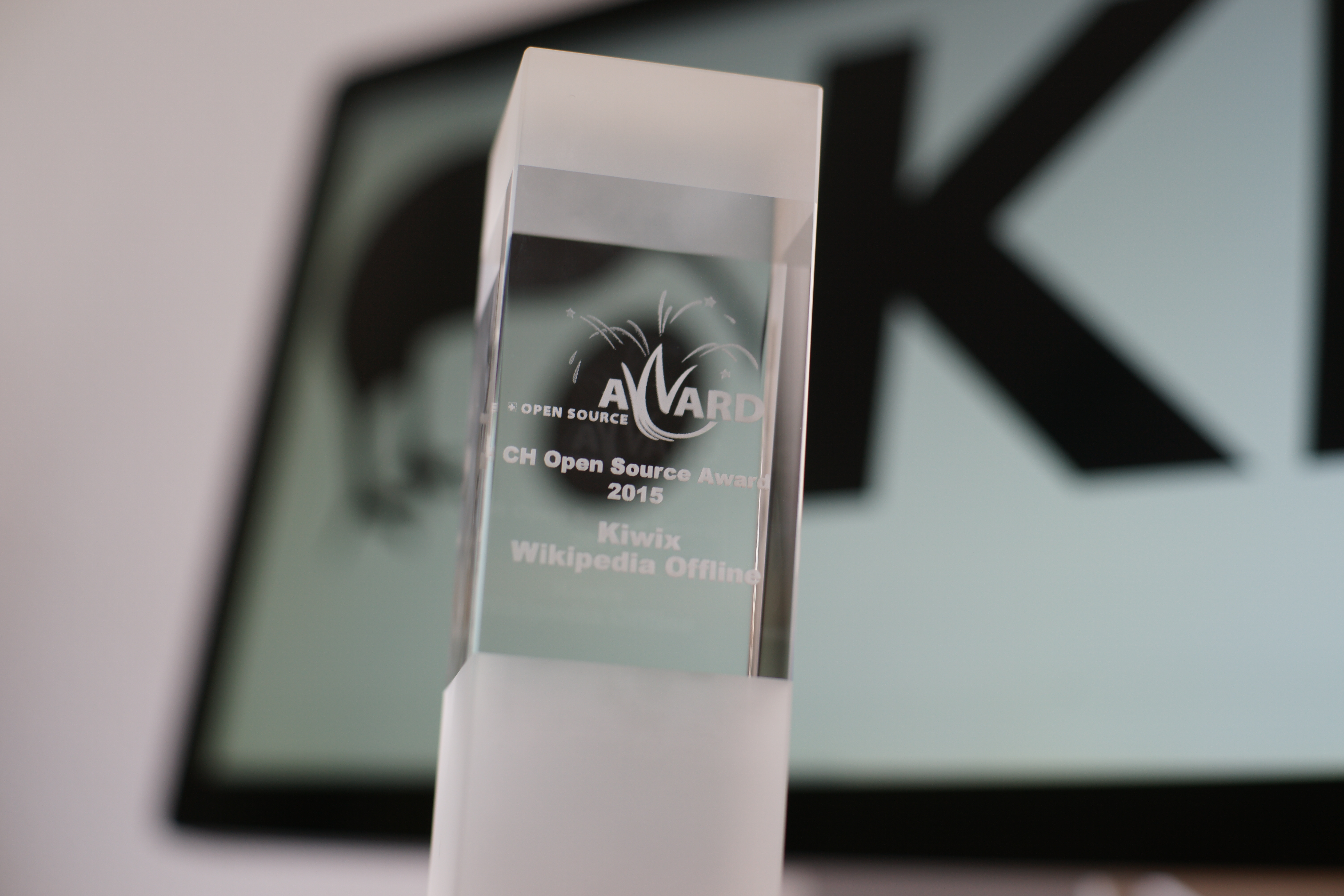
El Premi CH Open Source Award per a Kiwix (2015)

La motivació d'Emmanuel Engelhart per a l'elaboració de Kiwix va sorgir l'any 2003, amb la proposta de publicar una Viquipèdia en CD-ROM. Al principi, el projecte era mantingut per una empresa anomenada linterweb, no obstant això, linterweb ha deixat de col·laborar amb Kiwix per interessos comercials (no va acceptar que el format de compressió fos de codi obert). Actualment, molts desenvolupadors hi estan col·laborant activament.
En 2012 Kiwix va guanyar una beca de Wikimédia France per crear el kiwix-plug, que va ser implementat en universitats d'onze països de l'Afripedia Project. Al febrer de 2013 Kiwix va guanyar el Project of the Month de SourceForge. Kiwix va guanyar el CH Open Source Award de 2015.

## Funcionament

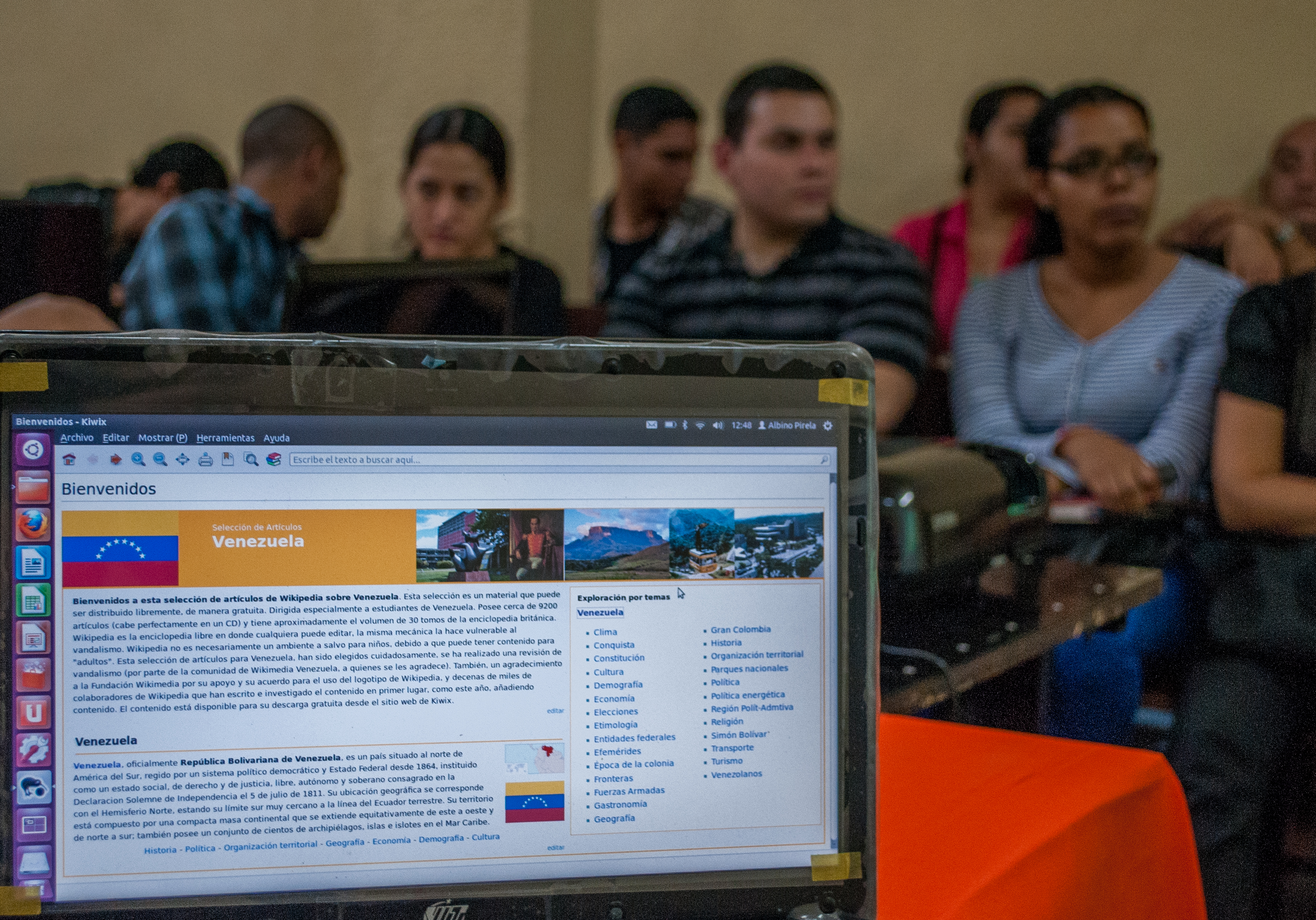
Kiwix mostrant contingut per a estudiants amb articles de Veneçuela

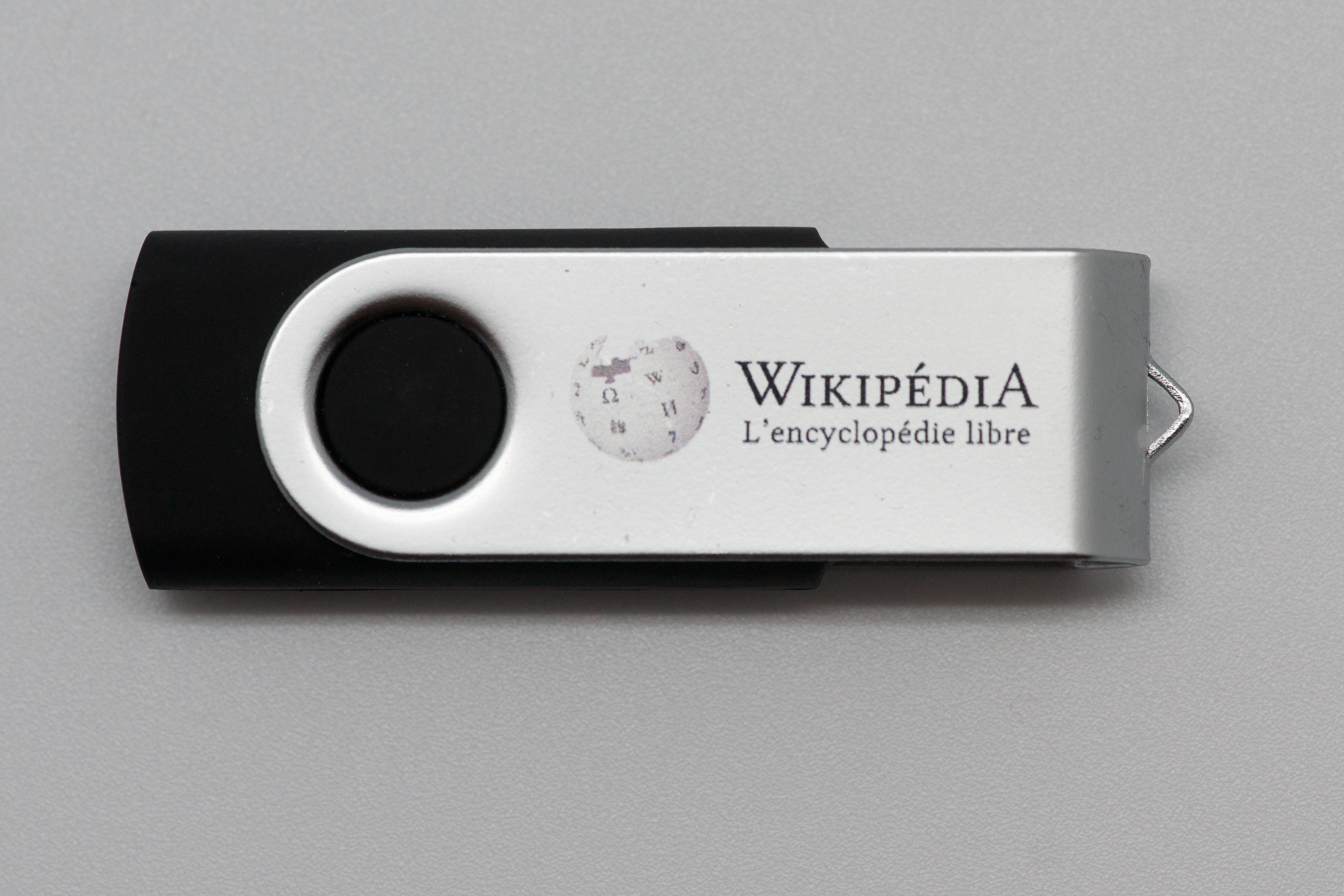
Wikipedia en una unitat USB, utilitzant Kiwix

El programari està dissenyat com un lector en línia per al contingut web. S'utilitza en els ordinadors sense connexió a Internet, ordinadors amb una connexió lenta o cara, i per evitar la censura. També es pot utilitzar durant viatges (per exemple, en un avió o tren).

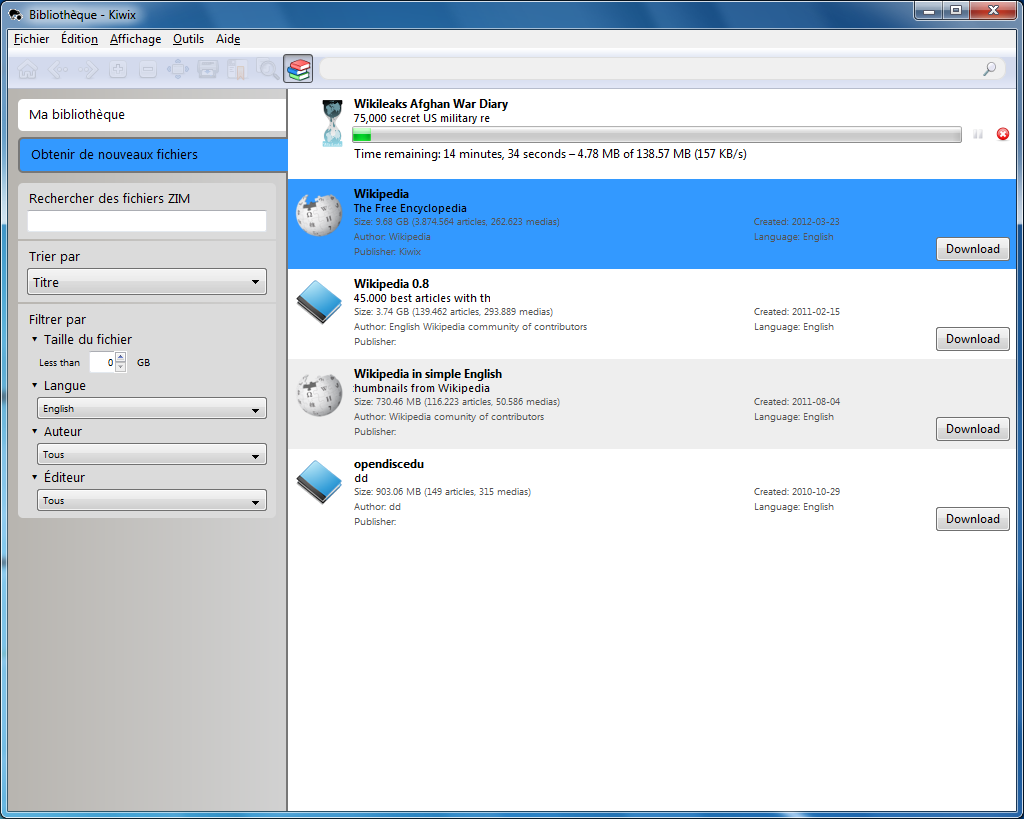
Descarregant nous arxius de contingut en una versió primerenca de Kiwix

Els usuaris primer es descarreguen el Kiwix, a continuació, descarreguen el contingut per visualitzar-lo sense connexió amb Kiwix (vegeu imatge). La compressió estalvia espai en disc i amplada de banda. Tota la Viquipèdia, amb imatges, cap en un llapis USB (la versió anglesa 48G en 2015, 16G sense imatges).
Kiwix és utilitzat per visualitzar la Viquipèdia fora de línia, és a dir, sense estar connectat a Internet). Això es duu a terme mitjançant la lectura del contingut de la Viquipèdia emmagatzemat en un arxiu comprimit en format format ZIM, que és essencialment el contingut de la Viquipèdia comprimit, emmagatzemat en un format especialment dissenyat per a aquest fi i de codi obert.
Els arxius en ZIM a continuació, es poden obrir amb Kiwix, que es veu i es comporta com un navegador web. Kiwix ofereix una completa cerca de text, navegació per pestanyes i l'opció d'exportar a PDF i articles HTML.
Hi ha una versió de servidor HTTP anomenada kiwix-serve; això permet a un ordinador allotjar contingut de Kiwix, i posar-lo a disposició a altres ordinadors de la xarxa. Els altres ordinadors o dispostius veuen una pàgina web ordinària. kiwix-plug és una versió per a ordinadors versàtils que sovint s'utilitza per proporcionar un servidor wifi.
Kiwix utilitza XULRunner, un entorn de programari de |Mozilla en desús localitzat a Translatewiki.net, però hi ha plans per reemplaçar-lo.
Kiwix és també un programa basat en programari lliure pensat per poder consultar contingut web en llocs sense accés a Internet com, per exemple, en escoles de països en desenvolupament on el servei d'Internet no existeix, és limitat o simplement no és fiable. Els desenvolupadors de Kiwix van realitzar una versió especialment dissenyada per a nens, la qual és per l'organització Aldees Infantils SOS.

## Contingut disponible

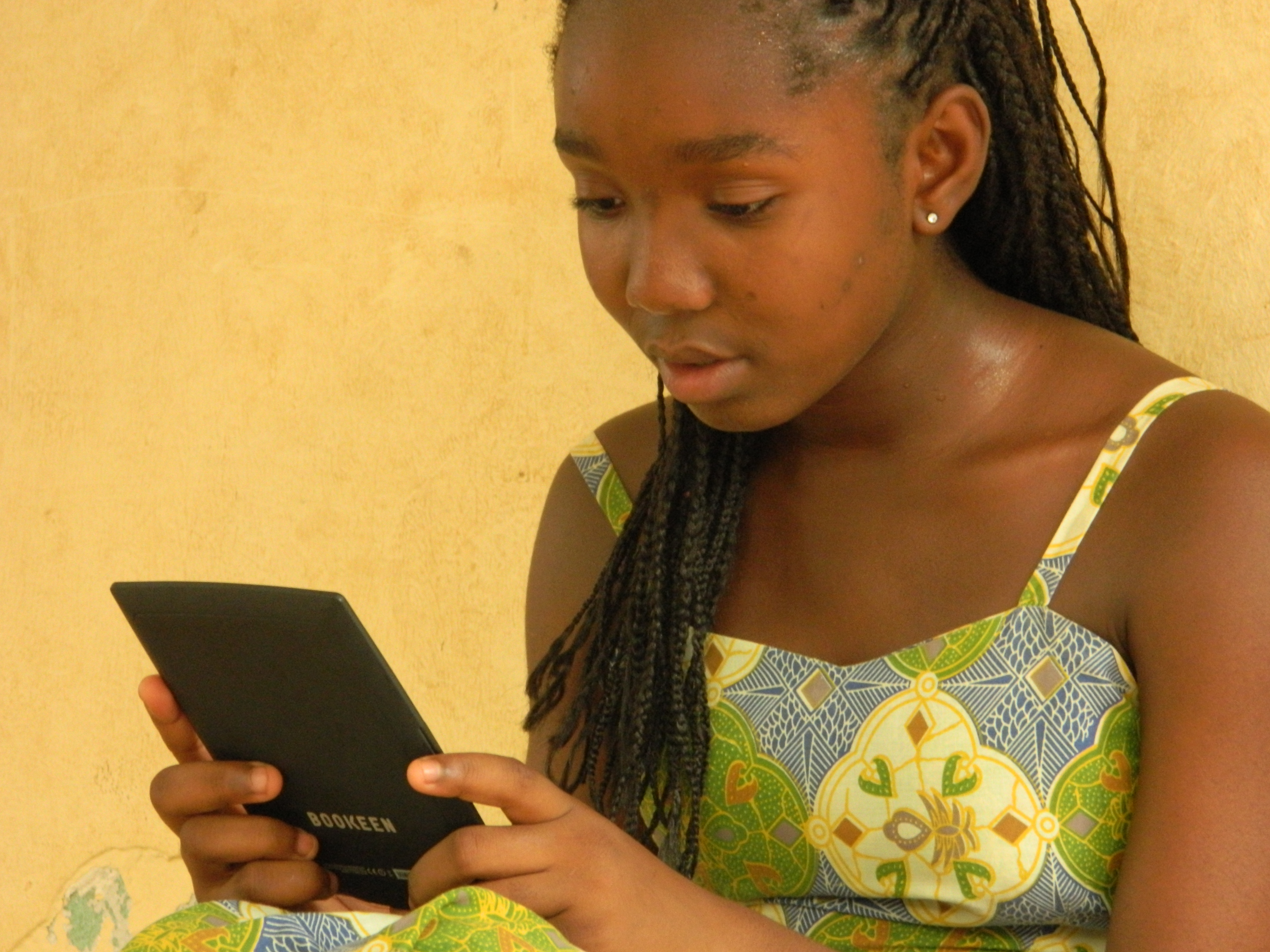
Llegint “Le Petit Prince” a través de Kiwix en un lector e-book a Mali

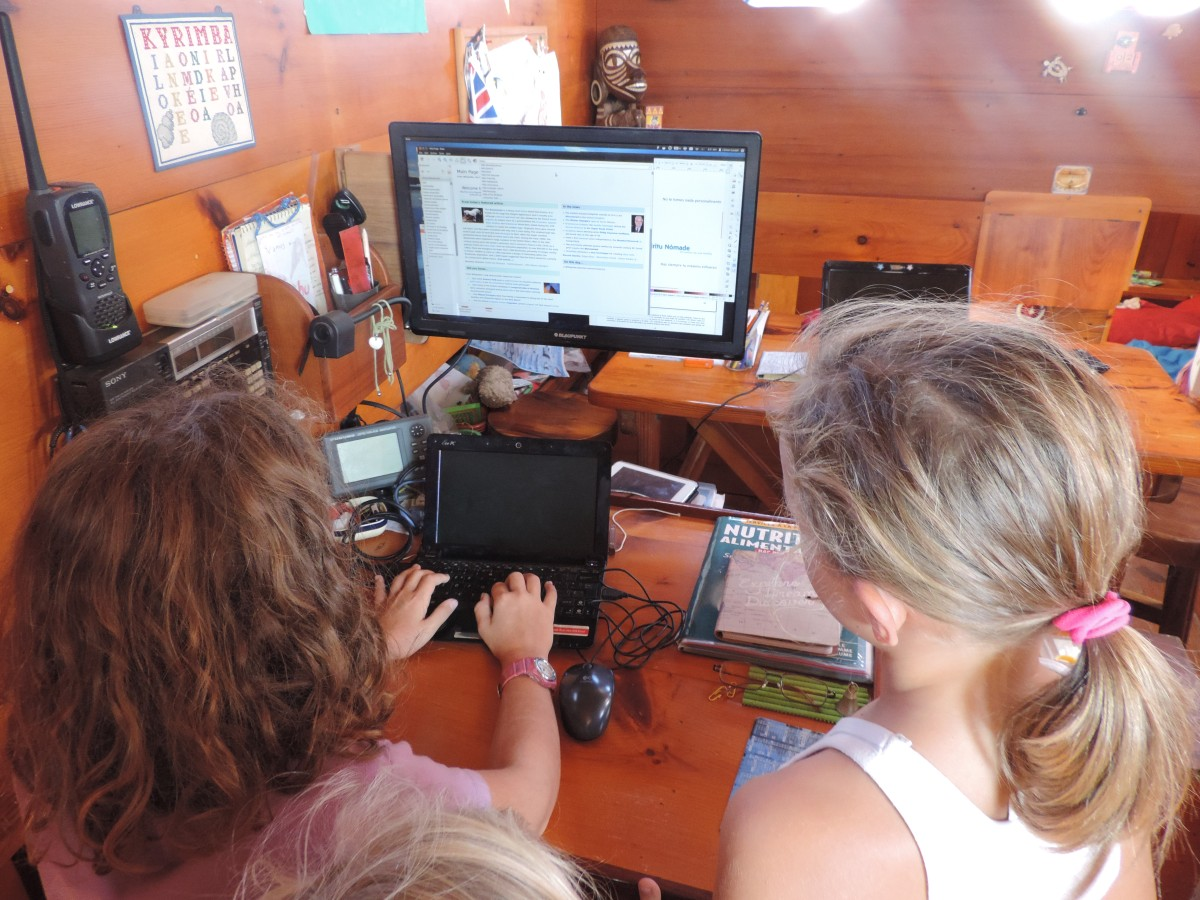
Llegint la Viquipèdia a través de Kiwix en un vaixell al Pacífic Sud

Des de finals de l'any 2014, a l'arxiu del projecte Kiwix existeix una llista de contingut disponible per a Kiwix; també hi ha subllistes per al contingut en idiomes específics. El contingut pot ser carregat a través del mateix Kiwix (vegeu imatge). El servidor d'arxiu, és actualitzat cada 6 a 12 mesos.
Des del mateix any, la majoria de les edicions de Wikipedia estan disponibles per a descarregar en diversos idiomes diferents. Els servidors s'actualitzen cada dos a sis mesos, segons la mida de l'arxiu. Per a la Viquipèdia en anglès, hi ha una versió completa que conté imatges, així com la versió alternativa que conté només text. Això permet als usuaris estalviar espai en disc i amplada de banda mentre es descarreguen.
Amb Kiwix és possible llegir qualsevol arxiu de projectes de Wikimedia (Wikisource, Wikiversity, Wikispecies, etc.). Existeixen fitxers ZIM preparats per ser utilitzats amb Kiwix amb diferents versions de la Viquipèdia en diversos idiomes, no obstant això, també se subministren continguts creats per a altres propòsits, articles de la Viquipèdia d'importància per a estudiants.
Al novembre de 2014, va estar disponible una versió en ZIM de tots els texts lliures que formen part del Projecte Gutenberg.
A més del contingut en domini públic, les obres sota una llicència Creative Commons estan disponibles per a descarregar. Per exemple, les versions sense connexió de la wiki d'Ubuntu que conté la documentació d'usuari per al sistema operatiu Ubuntu, edicions en ZIM de conferències TED i els vídeos de Crash Course estan disponibles a l'arxiu de Kiwix com a formats d'arxiu ZIM. També hi ha versions dels textos lliures formant part del projecte francès Bouquineux i edicions dels TED Talks.

## Ocupació
Pel fet que Kiwix sigui un projecte d'enginyeria de programari, no determina directament les seccions de la seva ocupació. No obstant això, Wikimedia o organitzacions terceres utilitzen el programari per realitzar els seus propis projectes. Per tant, a través de Wikimedida CH s'han instal·lat Kiwix a diverses presons a Suïssa; la Fondation Orange ha implementat Kiwix a la seva pròpia tecnologia que s'utilitza a l'Àfrica.

## Característiques[calcitació]
Kiwix disposa d'una interfície que ofereix una gamma de característiques que fan que l'ús sigui còmode:
- Motor de cerca de text complet.
- Marcadors i notes.
- Servidor HTTP.
- Exportació a PDF/HTML.
- Interfície d'usuari en més de 100 idiomes.
- Pestanyes de navegació.
- Gestor de contingut i descàrregues.

## Desplegaments

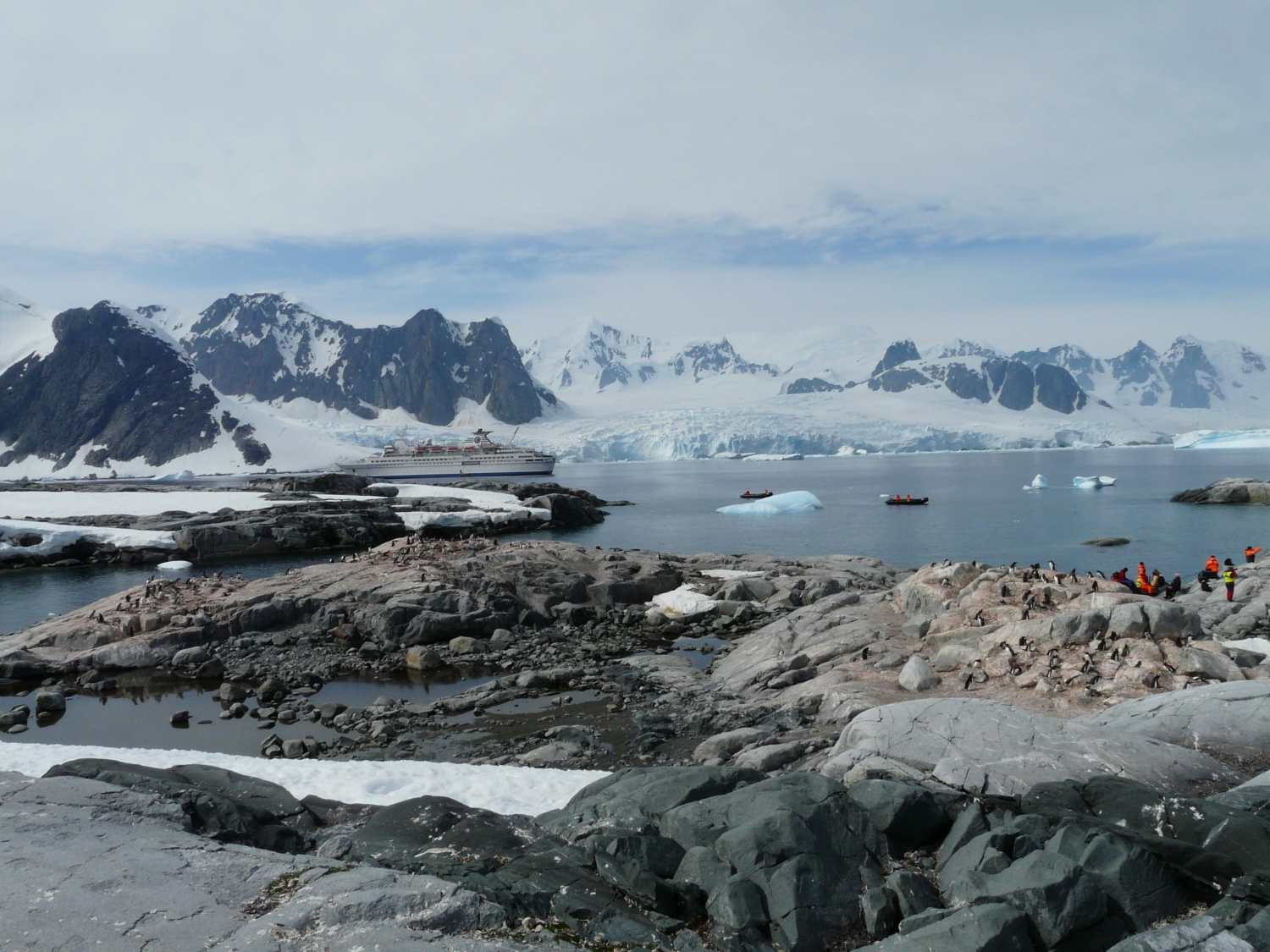
Un vaixell amb Kiwix a bord en aigües Antàrctiques

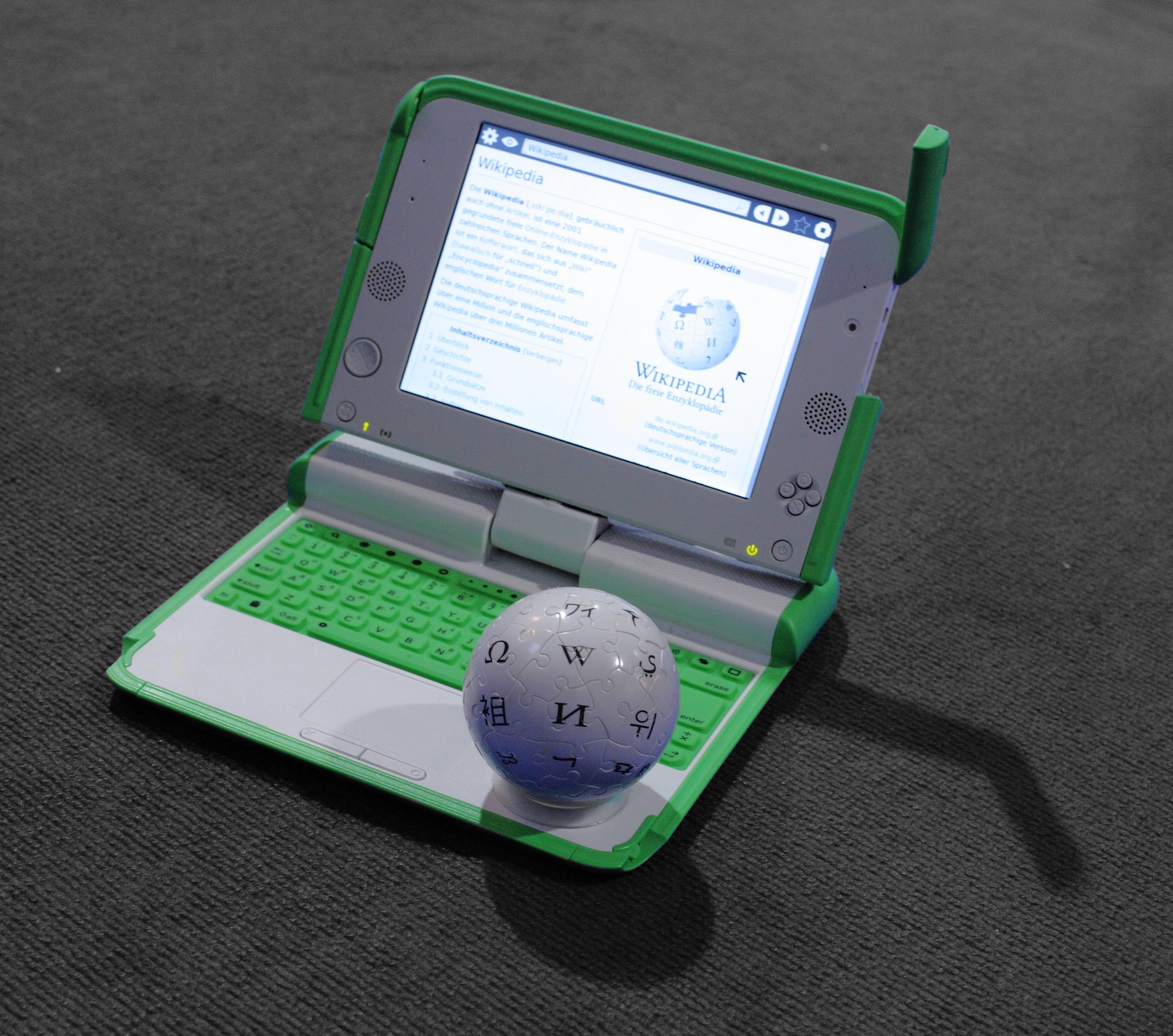
One Laptop per Child desplegant Kiwix

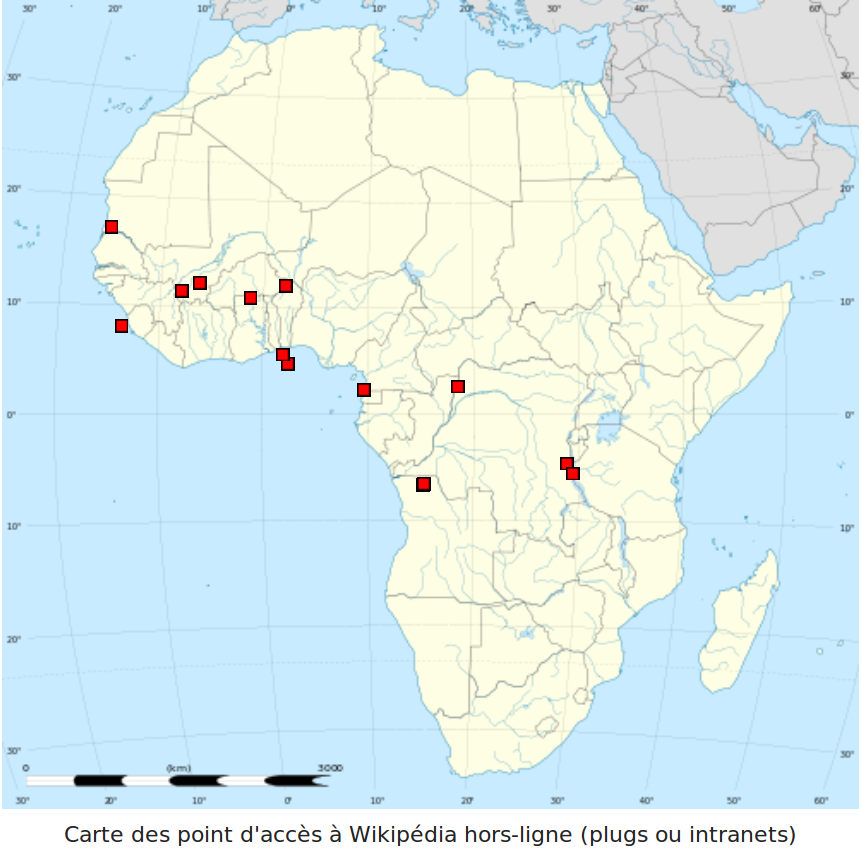
Ubicacions de 13 universitats on Kiwix es va desplegar com a part de l'Afripedia Project

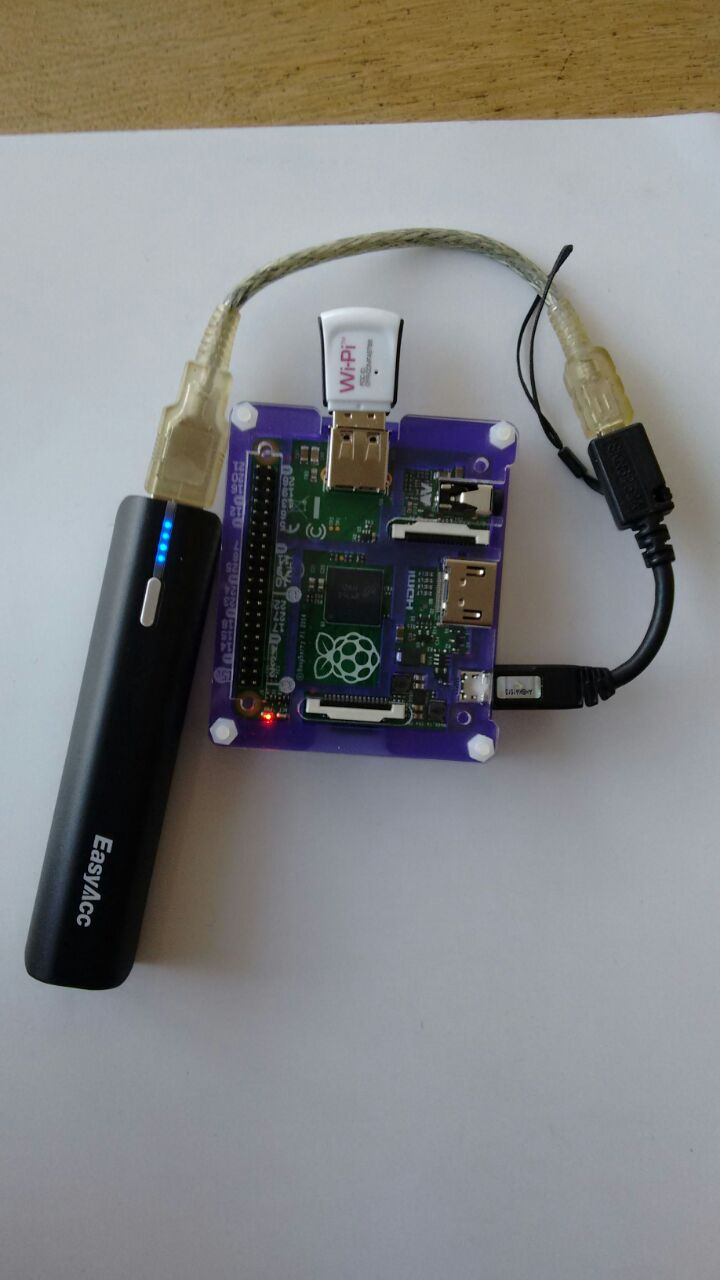
Un Raspberry Pi, amb dongle wifi i emmagatzemament extern, utilitzat per servir Kiwix a Tanzània

Com un projecte de desenvolupament de programari, Kiwix no està directament involucrat en projectes d'implantació. No obstant això, altres projectes o terceres organitzacions utilitzen el programari com un component dels seus propis projectes. Els exemples inclouen:
- universitats i biblioteques que no poden permetre una connexió a Internet de banda ampla.[27]
  - L'Afripedia Project configura servidors Kiwix a les universitats de parla francesa (alguns d'ells que no tenen accés a Internet) en 11 països africans.[28]
- escoles[29] en països en desenvolupament, en el qual l'accés a Internet és difícil o massa car.[6]
  - Kiwix s'instal·la en els equips utilitzats per al projecte One Laptop per Child.[1]
  - Kiwix s'ha instal·lat en Raspberry Pi per al seu ús a les escoles sense electricitat a Tanzània[30] pel Tanzania Development Trust.
  - Kiwix va ser instal·lat en tauletes a les escoles a Mali en el projecte MALebooks[31]
  - el Fondation Orange ha utilitzat kiwix-serve en el seu propi producte de coneixements tecnològics que s'han desplegat a l'Àfrica.[32]
- escoles al món desenvolupat
  - es va desenvolupar una versió especial per a l'organització SOS-Kinderdorf, inicialment per als països en desenvolupament, sinó que també s'utilitza en el món desenvolupat.
- al mar i en altres àrees remotes[6][33]
  - a bord d'un vaixell en aigües antàrtiques[34]
  - Kiwix és inclòs en el Navigatrix, una distribució de Linux per a persones en vaixells[35][36]
- en un tren o amb avió[6][37]
- a la presó[6][27]
  - Wikimedia CH ha desplegat Kiwix en moltes presons a Suïssa[38]

### Programa
Kiwix pot ser instal·lat en un ordinador de sobretaula com un programa autònom a través de la pàgina web Kiwix.

### Gestors de paquets, botigues d'aplicacions i versió per a dispositius mòbils
Kiwix estava disponible anteriorment en gestors de paquets nadius per d'algunes distribucions de Linux. No obstant això, Kiwix actualment no està disponible a la majoria de les bases de dades de paquets, a causa del XULRunner, un programa en el qual Kiwix depèn, sent ja en desús per Mozilla i retirat de les bases de dades de paquets. Kiwix està disponible a les distribucions Linux Sugar i ArchLinux.
El Kiwix Linux Packaging Project té com a objectiu aconseguir que estigui Kiwix en bases de dades de paquets de Linux; Actualment està demanant 10.000 francs suïssos i un certificat de seguretat SSL.
Kiwix està disponible en GooglePlay i iTunes.
Kiwix pot ser instal·lat en dispositius mòbils amb sistema operatiu Android, d'aquesta forma es poden llegir arxius ZIM i gràcies a la capacitat de síntesi de veu incorporada en el sistema operatiu permet escoltar les diferents entrades de la Viquipèdia o un altre projecte que tingui disponible la seva versió fora de línia sense necessitat de tenir accés a Internet.
D'aquesta manera permet apropar el coneixement lliure a persones analfabetes, persones amb problemes de visió, adults o joves que s'estan iniciant en la lectura.
Es va anunciar una versió per iOS en desenvolupament en el compte oficial de Facebook del projecte Kiwix.

## Motivació
El creador Emmanuel Engelhart veu la Viquipèdia com un bé comú, declarant “Els continguts de Wikipedia han d'estar disponibles per a tothom! Fins i tot sense accés a Internet. Això és pel que he posat en marxa el projecte Kiwix. Els nostres usuaris estan en tot el món: els mariners en els oceans, els estudiants pobres assedegats de coneixement, els viatgers gairebé vivint en avions, molts ciutadans del món pateixen de censura o presoners de mentalitat lliure. Per a totes aquestes persones, Kiwix proporciona una solució senzilla i pràctica per reflexionar sobre el món.”